# 市长官邸 (都柏林)

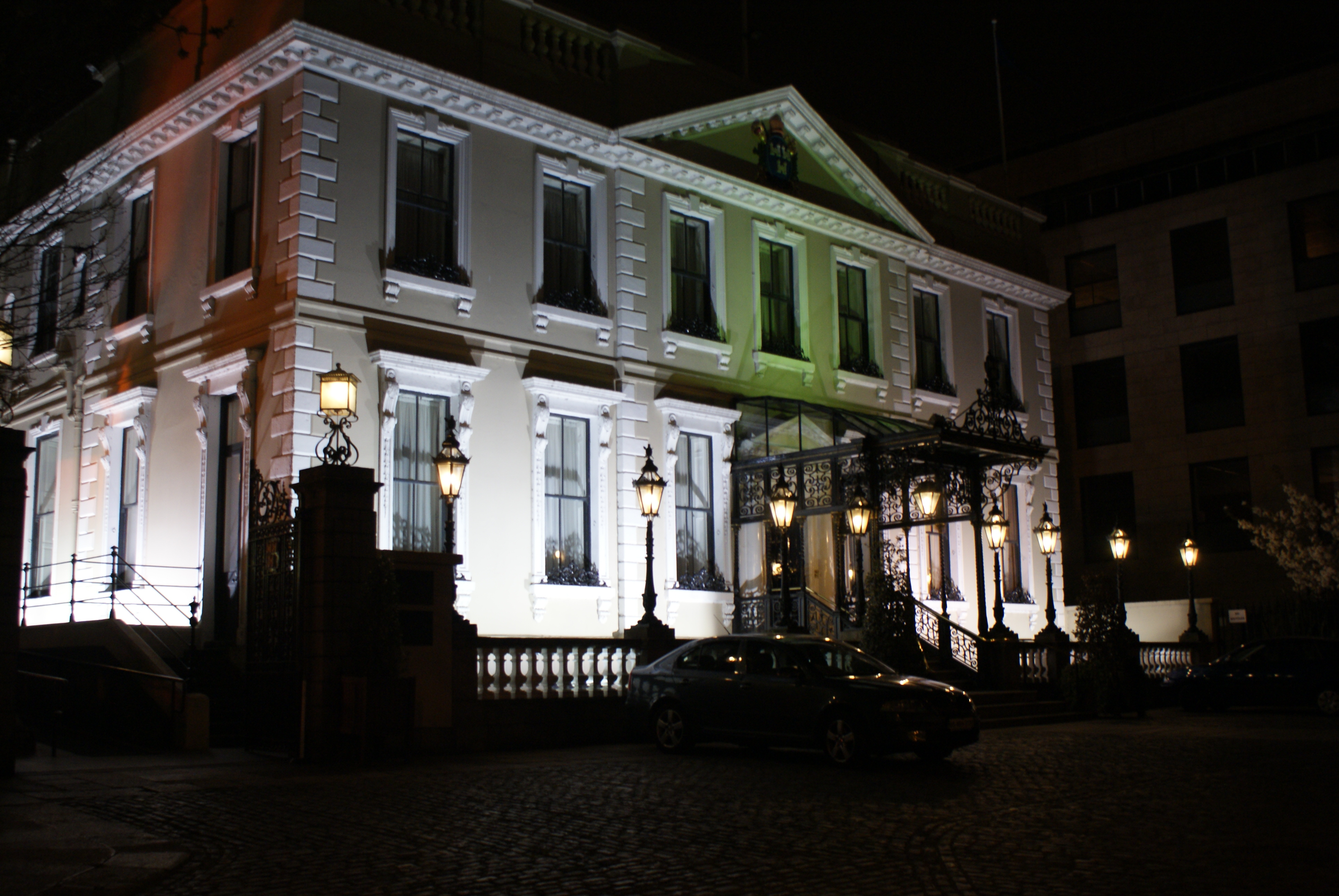
夜景

都柏林市长官邸（英語：Mansion House）位于道森街，由地产商约书亚道森（道森街以其命名）建于1710年，1715年开始成为市长官邸，直至今日。
市长官邸最出名的特色包括“圆厅”，1919年1月21日第一届爱尔兰国会在此宣布爱尔兰独立宣言。

## 访客和住户
其最有名的住户，包括市长大人：
- 丹尼尔·奥康奈尔，十九世纪的民族主义领袖
- 阿尔菲·伯恩，任职时间最长的市长大人
- 吉姆·米切尔，都柏林最年轻的市长，29岁

市长官邸的著名访客包括：
- 摩纳哥亲王兰尼埃三世和王妃格蕾丝·凯利
- 教宗若望保禄二世
- 维多利亚女王

## 历史
在20世纪30年代和20世纪40年代，曾有计划拆除这座建筑物，以及道森街、莫尔斯沃思街、基尔代尔街和圣斯蒂芬绿地北侧整个地块的所有其他建筑，以便建设一个新的都柏林市政厅。然而，政府决定在此地块设立一个新的工商局，在基尔代尔街，导致计划被废弃。
2006年8月，北爱自愿军声称，他们已于1981年在市长官邸埋下了炸弹，企图消灭在那里开会的新芬党领袖，迫使警察和军队搜查这枚已有25岁的炸弹。